# Dinâmica molecular
Dinâmica molecular (DM) é um método de simulação computacional que estuda o movimento físico dos átomos e moléculas das quais se conhecem o potencial de interação entre estas partículas e as equações que regem o seu movimento. Este método considera as partículas como sendo corpos macroscópicos que são afetados por forças como a da gravidade (ver Problema dos N-Corpos). Nestas simulações é permitido aos átomos e moléculas interagir por um período fixo de tempo, permitindo observar a evolução dinâmica do sistema. Nas versões mais comuns as trajetórias são determinadas pela resolução numérica das equações de movimento de Newton, enquanto que as forças entre as partículas e as suas energias potenciais são calculadas utilizando potenciais interatômicos ou campos de força criados através de métodos de mecânica molecular. O método foi originalmente desenvolvido na área da física teórica no final da década de 1950 mas atualmente é aplicada sobretudo a áreas como a química-física, ciência dos materiais e à modelação de biomoléculas.
Como os sistemas moleculares tipicamente consistem num vasto número de partículas, é impossível determinar analiticamente as propriedades de sistemas complexos. As simulações de DM contornam este problema pelo recurso a métodos numéricos. No entanto, simulações longas de DM tornam-se mal-acondicionadas, gerando erro cumulativo de integração numérica que podem ser minimizados pela escolha de parâmetros e algoritmos apropriados, mas estes erros não podem ser completamente eliminados.
Para sistemas que obedecem à hipótese da ergodicidade, a evolução de uma única simulação de dinâmica molecular pode ser utilizada para determinar propriedades termodinâmicas macroscópicas do sistema: os intervalos de tempo médio correspondem às médias do conjunto microcanônico. A DM também é apelidada de "mecânica estatística numérica" e "Visão de Laplace da mecânica Newtoniana" para a previsão do futuro por animação das forças da natureza. permitindo a visualização do movimento molecular à escala atômica.

Exemplo de simulação de dinâmica molecular em um sistema simples: deposição de um átomo de cobre (Cu) em um cristal frio de cobre (superfície de índice de Miller (001)). Cada círculo representa a posição de um átomo. A energia cinética do átomo se aproximando do topo é redistribuída entre os outros átomos, então, em vez de ricochetear, ela permanece ligada devido às forças de atração entre os átomos.

É tentador, embora não inteiramente preciso, descrever a técnica como um "microscópio virtual" com alta resolução temporal e espacial, mas com vantagem de ver fenômenos físicos em escalas muito mais rápidas do que o olho humano pode perceber, como femtossegundos, ou mesmo muito menor do que microscópios podem ver, na escala de angstrom; formação de "pescoço" em nanofios, ou mesmo movimento de receptores em células dos seres vivos ocorrem em femtosegundos. Para compreender os fenômenos físicos da DM é possível utilizar as ferramentas de realidade virtual (RV) e sonificação, as quais oferecem a possibilidade de vivenciar a escala nano, e criar uma intuição sobre os processos dinâmicos nessa escala, usualmente bastante distinta da que vivemos cotidianamente.

## História
As simulações de dinâmica molecular tiveram início nos anos 1950, seguindo os sucessos das simulações de Monte Carlo, datadas do Séc XVIII vide problema da agulha de Buffon, mas foi popularizado para mecânica estatística no Laboratório Nacional de Los Alamos por Rosenbluth e Metropolis no que é conhecido hoje como algoritmo Metropolis-Hastings. O interesse em problemas físicos com muitos corpos é ainda mais antigo. Desde Newton, com grande foco no estudo da mecânica celeste e do estudo da estabilidade dos corpos do sistema solar. Os métodos desenvolvidos neste período são até hoje aplicados em dinâmica molecular, como o algoritmo de integração Verlet, usado desde 1791 por Jean Baptiste Joseph Delambre. Sem os computadores de hoje, os cálculos na época eram feitos totalmente “à mão”.
Em 1941 já eram utilizados computadores analógicos na integração das equações de movimento de muitos corpos, e conforme o avanço da tecnologia se seguia, o interesse da física de muitos corpos expandiu-se para além de sistemas gravitacionais para o estudo das propriedades microscópicas da matéria. Fermi, buscando entender a origem da irreversibilidade, propôs em 1953, e publicou em 1955, o uso do computador MANIAC I, no Laboratório Nacional de Los Alamos, para resolver as equações de movimento de muitos corpos sujeitos a forças distintas; este trabalho é conhecido como problema Fermi-Pasta-Ulam-Tsingou.
Já em 1957, Alter e Wainwright utilizaram um computador IBM 704 para simular colisões elásticas perfeitas entre esferas rígidas. Em 1960, Gibson et al. realizou simulações do dano causado pela radiação em átomos de cobre sólido utilizando interação repulsiva do tipo Born-Mayer, juntamente com uma força coesiva. Em 1964, Aneesur Rahman publicou simulações de dinâmica molecular em argônio líquido, utilizando um potencial do tipo Lennard-Jones. Os valores obtidos para as propriedades do sistema como coeficiente de autodifusão foram compatíveis com os dados experimentais.

## Áreas de aplicação e limitações
Tendo começado como um ramo da Física teórica, o método de DM ganhou popularidade na ciência dos materiais e desde a década de 1970 também nas áreas da bioquímica e da biofísica. A DM é frequentemente utilizada para o melhor estruturas tridimensionais de proteínas e outras macromoléculas obtidas por análises experimentais por cristalografia de Raios-X ou por NMR. Em física, a DM é utilizada para examinar a dinâmica de fenômenos ao nível atômico que não podem ser observados diretamente, como o crescimento de micropelículas ou subplantação iônica. Também é utilizada para examinar as propriedades físicas de dispositivos nanotecnológicos que ainda não foram ou não ainda podem ser criados. Em biofísica e biologia estrutural este método é mais frequentemente aplicado ao estudo do movimento de macromoléculas biológicas como é o caso das protéinas e dos ácidos nucleicos, o que pode ser útil para a interpretação de resultados de experiências biofísicas ou para a modelação de interações com outras moléculas como no caso dos acoplamentos moleculares. Por princípio a DM pode ser utilizada para previsões ab initio de estruturas proteicas através da simulação do enovelamento das proteínas de uma cadeia polipeptídica a partir de uma conformação aleatória.
Os resultados de simulações de DM podem ser testados através da comparação com dados experimentais que analisem dinâmica molecular, dos quais um dos mais populares é a espectroscopia de ressonância magnética nuclear. Estruturas derivadas de DM podem ser testadas em eventos como o CASP que são abertos a toda a comunidade científica a nível mundial. o CASP (Critical Assessment of protein Stucture Prediction) ocorre todos a cada dois anos desde 1994 e permite aos grupos de investigadores testar os métodos de determinação de estruturas e os seus resultados permitindo assim uma avaliação imparcial do estado da arte na modelação de  proteínas para a comunidade de investigação e utilizadores dos softwares. Michae Levitt, cujo nome está associado a um prêmio Nobel em parte pela aplicação de DM a proteínas, escreveu em 1999 que os participantes do CASP geralmente não utilizavam o método devido ao "constrangimento geral da mecânica molecular, nomeadamente que a minimização energética ou a dinâmica molecular geralmente levam a um modelo que é mais improvável que as estruturas experimentais." O desenvolvimento dos recursos computacionais permitindo o cálculo de trajetórias de DM mais longas e em maior quantidade, combinadas com os melhoramentos atuais da qualidade dos parâmetros dos campos de força, permitiram algumas melhorias na performance tanto na determinação de estruturas como na refinação de modelos de homologia, sem que se atingisse o ponto de utilização prática nestas áreas; muito deste trabalho identifica parâmetros de campo de força como uma área chave para um maior desenvolvimento.
As limitações no método estão relacionadas não apenas com os conjuntos de parâmetros em uso, mas também com a própria mecânica molecular dos campos de força. Uma única corrida de uma simulação de DM optimiza a energia potencial em vez de optimizar a energia livre da proteína, o que implica que todas as contribuições entrópicas para estabilidade termodinâmica para a estrutura de uma proteína são negligenciadas. As contribuições negligenciadas incluem a entropia conformacional das cadeias polipeptídicas (que são o principal fator de desestabilização da estrutura da proteína) e as interações hidrofóbicas que são conhecidas como sendo as principais forças que levam ao enovelamento das proteínas. Outro fator importante são as ligações de hidrogênio intramoleculares as quais não são explicitamente incluídas nos campos de força atuais, mas são descritos como interações de Coulomb de cargas atômicas pontuais. Esta é uma aproximação grosseira porque as ligações de hidrogênio têm em parte uma natureza de mecânica quântica. Além disso, as interações eletrostáticas são geralmente calculadas utilizando a constante dielétrica no vácuo, ainda que o meio aquoso envolvente tenha uma constante dielétrica muito superior. A utilização da constante dielétrica macroscópica para as pequenas distâncias interatômicas é questionável. Por fim, as interações de van der Waals em DM são geralmente descritas pelos potenciais de Lennard-Jones que se baseiam na teoria de Fritz London, no entanto estas apenas se aplicam ao vazio. No entanto, todos os tipos de forças de van der Waals são de origem eletrostática e portanto dependem das propriedades dielétricas do ambiente. A medição direta das forças atrativas entre diferentes materiais (na forma da constante de Hamaker) demonstra que "A interação entre hidrocarbonetos em meio aquoso é cerca de 10% da sua atracação no vazio". Normalmente negligência-se a dependência das forças de van der Waals em relação ao ambiente nas simulações, mas esta pode ser incluída se na simulação se criarem compôs de força polarizáveis.

## Restrições Aplicacionais
A estrutura de simulações de dinâmica molecular deve ter em consideração a capacidade dos recursos computacionais disponíveis. O tamanho da simulação (n=número de partículas), o passo e a duração total têm de ser escolhidos de forma a que o cálculo possa ser efetuado em tempo útil. Contudo, a simulação deverá ser longa o suficiente para que seja relevante à escala de tempo a que o processo natural em estudo ocorre. Para se tirarem conclusões estatisticamente válidas, a duração da simulação deverá igualar à da cinética do processo natural, caso contrário seria como retirar conclusões sobre a forma de caminhar de um ser humano avaliando apenas uma fracção de um passo. A maioria das publicações científicas sobre a dinâmica de proteínas e de DNA utilizam dados de simulações com durações entre alguns nanosegundos (10−9 s) até aos microsegundos (10−6 s). Para obter estas simulações é necessário entre vários CPU-dias a CPU-anos. Algoritmos paralelos permitem que a carga seja distribuída entre vários CPUs; um exemplo é o algoritmo de decomposição espacial ou de força.
Durante uma simulação DM clássica, a tarefa mais intensiva do CPU é a avaliação do potencial como uma função das coordenadas internas das partículas. Dentro da avaliação energética a mais dispendiosa é a das ligações não covalentes ou não ligantes. Na notação Big O, as simulações de dinâmica moleculares comuns são escaladas por {\displaystyle O(n^{2})} se todos os pares de interações eletrostáticas e de van der Waals tem de ser contabilizados explicitamente. Este gasto computacional pode ser reduzindo aplicando métodos eletrostáticos como o de malha de partículas Ewald( {\displaystyle O(n\log(n))}), P3M ou boas técnicas de cutoff esféricas ({\displaystyle O(n)}).
Outro fator que afeta o tempo total de CPU necessário à simulação é o tamanho da integração do passo (timestep). Este é a duração dos intervalos entre as avaliações do potencial. O passo deve ser escolhido de forma a ser suficientemente pequeno para evitar erros de discretização (ex.: ser mais pequeno que a frequência de vibração mais rápida do sistema). Tipicamente os passos para DM clássicas rondam o femtosegundo (10−15 s). Este valor pode ser aumentado pela utilização de algoritmos como o SHAKE, o qual transforma vibrações dos átomos mais (ex.: hidrogênios) numa distância fixa. Vários métodos de escala de tempo tem sido também desenvolvidos os quais permitem o alargamento dos tempos entre atualizações de forças mais lentas a longas distâncias
Para simular moléculas em solvente é necessária a escolha entre solventes explícitos, os quais são modelos determinados a partir de mecânica molecular, mecânica quântica e resultados experimentais e são definidos tal como as restantes partículas na simulação, ou solventes implícitos que representam o solvente como um meio contínuo, geralmente mais aplicável a líquidos. Partículas explicitas de solvente (como os modelos da água TIP3P, SPC/E e SPC-f) têm de ser calculados arduamente através do campo de forças, enquanto que os solventes implícitos utilizam uma aproximação da média do campo de forças. A utilização de um solvente explícito é computacionalmente exigente, requer a inclusão de cerca de dez vezes mais partículas na simulação. mas a granularidade e viscosidade de um solvente explícito é essencial para reproduzir certas propriedades as moléculas de soluto. isto é especialmente importante para reproduzir a cinética dos processos em estudo.
Em todos os tipos de simulações de dinâmica molecular, o tamanho da caixa de simulação deverá ser suficientemente grande para evitar artefatos das condições de fronteira. As condições de fronteira são frequentemente estabelecidas pela escolha de valores fixos para as extremidades da caixa (o que pode causar artefatos) ou pela utilização de condições de fronteira periódicas mas quais um lado da caixa de simulação interage com o outro lado da mesma, artificialmente criando um sistema infinito.

## Ensembles
Um ensemble é uma coleção de todos os estados possíveis de um sistema, esses estados são diferentes microscopicamente, porém o estado macroscópico é o mesmo para todos eles. Portanto o uso dos ensembles consiste em, a partir do acesso aos estados microscópicos, as informações macroscópicas do sistema. Diferentes ensembles podem descrever diferentes fenômenos, os ensembles consideram diferentes aspectos das propriedades do sistema, o que resulta em uma distribuição de probabilidades diferente para cada um.

##### Conjunto microcanônico (NVE)
No conjunto microcanônico, ou NVE o sistema mantém constantes o número de moles (N), o volume (V) e a energia (E). Isto corresponde a um processo adiabático sem trocas sob a forma de calor. A trajetória de dinâmica molecular microcanônica pode ser vista como uma troca de potencial e de energia cinética, sendo a energia total conservada. Para um sistema de N partículas com coordenadas {\displaystyle X} e com velocidades {\displaystyle V}, o seguinte par de equações diferenciais de primeira ordem podem ser escritas na notação de Newton como
{\textstyle F(X)=-\bigtriangledown U(X)=M{\dot {V}}(t)}
{\displaystyle V(t)={\dot {X}}(t).}
A função da energia potencial {\displaystyle U(X)} do sistema é uma função das coordenadas {\displaystyle X} das partículas. É referida apenas como o "potencial" em física, ou como o "campo de forças" em química. A primeira equação deriva das leis de Newton; a força {\displaystyle F} que atua em cada partícula do sistema pode ser calculada como o gradiente negativo de {\displaystyle U(X)}.
Para cada passo, cada posição {\displaystyle X} e velocidade {\displaystyle V} da partícula pode ser integrada com um método simplético como o de Verlet. A evolução temporal de {\displaystyle X} e {\displaystyle V} designa-se por trajetória. Dadas as posições iniciais (ex.: conhecimento teórico) e as velocidades (ex.: aleatórias Gaussianas), pode-se calcular todas as posições futuras (ou passadas) e as velocidades.
Uma fonte frequente de confusão é o significado de temperatura em DM. Normalmente temos experiência com temperaturas macroscópicas, as quais envolvem um grande número de partículas. Mas a temperatura é uma quantidade estatística. Se houver um número suficientemente grande de átomos, a temperatura estatística pode ser estimada a partir da temperatura instantânea, a qual é determinada por se igualar a energia cinética do sistema a nkBT/2 onde n é o número de graus de liberdade do sistema.
Um fenômeno relacionado com a temperatura surge devido ao pequeno número de átomos que são utilizados em simulações de DM. Por exemplo, considere-se o crescimento de uma película de cobre iniciando-se com um substrato de 500 átomos e com uma energia de sedimentação de 100 eV. No mundo real, os 100 eV dos átomos sedimentados seriam rapidamente dispersos e partilhados entre um grande número de átomos ({\displaystyle 10^{10}} ou mais) sem grandes variações de temperatura. contudo, quando se tratam de apenas 500 átomos o substrato é imediatamente vaporizado pela sedimentação. Fenômenos semelhantes ocorrem em simulações biofísicas. A temperatura do sistema NVE aumenta naturalmente quando macromoléculas como as proteínas sofrem alterações de conformacionais exotérmicas ou se agregam.

##### Conjunto canônico (NVT)
No conjunto canônico, a quantidade de substância (N), o volume (V) e a temperatura (T) são mantidos constantes. Por vezes este conjunto também se designa por dinâmica molecular a temperatura constante (CTMD). No NVT a energia dos processos endotérmico e exotérmicos é trocada com um termóstato.
Existem vários algoritmos disponíveis para a adição ou remoção de energia a partir das fronteiras da simulação de DM, umas de forma mais realística do que outras, aproximando-se ao conjunto canônico, ou seja de um sistema em equilíbrio térmico dentro de um banho térmico. Técnicas populares de controlo da temperatura incluem o reescalonamento das velocidades, o termóstato de Nosé-Hoover, correntes de Nosé-Hoover, o termóstato de Berendsen, o termóstato de Andersen e as dinâmicas de Langevin. É de salientar que o termóstato de Berendsen pode introduzir o efeito de voo de cubo de gelo, o que leva a translações e rotações impossíveis dentro do sistema simulado, sobretudo se os sistemas estiverem em vácuo. 
Não é simples a obtenção de distribuições canónicas das conformações e velocidades utilizando estes algoritmos. A sua obtenção depende do tamanho do sistema, escolha do termóstato e dos respectivos parâmetros, do passo e do integrador, pelo que existem vários artigos nesta área.

##### Conjunto isotérmico-isobárico (NPT)
No conjunto isotérmico-isobárico, a quantidade de substância (N), pressão (P) e temperatura (T) são mantidos constantes. Em adição ao termóstato um baróstato é necessário. Estas condições são as que mais correspondem às condições laboratoriais de um recipiente aberto à temperatura e pressão ambiente.
Na simulação de membranas biológicas o controlo isotrópico da pressão não é apropriado. para bicamadas lipídicas o controlo da pressão é feito mantendo-se ou a área da membrana constante (NPAT) ou a tensão superficial "gama" constante (NPγT).

##### Conjuntos generalizados.
O método replica exchange é um método genérico de conjunto. Foi criado originalmente para lidar com as dinâmicas lentas de sistemas com spins desordenados. Também se designa por manipulação paralela. A formulação de DM replica exchange (REMD) tenta ultrapassar o problema dos múltiplos mínimos pela alteração das temperaturas de réplicas não interatuantes do sistema em simulação a várias temperaturas.

## Potenciais em simulações de DM
Uma simulação de Dinâmica Molecular requer a definição de uma função potencial ou uma descrição dos termos de como as partículas irão interagir. Em física, química e biologia isso geralmente é denominado de campo de força ou potencial interatômico. Potenciais podem ser definidos em vários níveis de acurácia física. Os potenciais mais comuns usados em químicas são baseados em mecânica molecular que usa a mecânica clássica para descrever a interação partícula - partícula, reproduzindo propriedades estruturais e mudanças conformacionais, mas geralmente não pode reproduzir as reações químicas .
A redução de uma descrição totalmente quântica em um potencial clássico envolvendo duas aproximações principais: A primeira é a aproximação de Born-Oppenheimer, que permite o desacoplamento do movimento dos elétrons e dos núcleos. Isso é possível, devido ao fato da massa dos núcleos serem maiores que a dos elétrons. Portanto os núcleos não acompanham a dinâmica dos elétrons, como consequência disso, eles podem ser tratados separadamente. A segunda aproximação trata o núcleo como partículas pontuais que seguem a clássica dinâmica Newtoniana. Na dinâmica molecular clássica o efeito do elétron é aproximado como sendo uma superfície de energia potencial, usualmente representada no estado fundamental. 
Os sistemas moleculares apresentam movimentos que ocorrem em diferentes escalas temporais, considerando tanto as forças intermoleculares como as intramoleculares. As interações intramoleculares são de ordem de magnitude superior que as interações intermoleculares, de modo que os movimentos vibracionais são muito mais rápidos que os translacionais e rotacionais. Dessa forma os potenciais que capturam as interações intramoleculares  têm um aumento substancial do custo computacional. No entanto, se os movimentos mais rápidos forem congelados, ou seja considerar apenas as interações intermoleculares, pode-se conseguir uma redução consideravelmente no custo computacional
No geral, os potenciais atomísticos clássicos são parametrizados a partir de dados experimentais para reproduzir uma certa propriedade macroscópica dos sistemas, como por exemplo, temperatura, pressão e ponto crítico do sistema. Quando os cálculos necessitam de níveis mais finos de detalhes são necessários, potenciais baseados na mecânica quântica. Alguns métodos tentam criar potenciais híbridos que misturam dados clássicos e quânticos. Nesse caso, uma parte do sistema é tratada classicamente, mas uma pequena região é tratada como um sistema quântico, geralmente passando por uma transformação química

##### Potenciais de par versus potenciais de muitos corpos
Os potenciais que representam as energias não ligadas são formulados como sendo a soma das interações entre as partículas do sistema. A escolha mais simples, implementada em muitos campos de forças populares, é o “potencial de pares”, em que a energia potencial total pode ser calculada através da soma das contribuições de energia entre pares de átomos. Portanto, esses campos de força são também chamados de “campos de força aditivos”. No geral, os potenciais de pares são utilizados para descrever gases inertes e interações intermoleculares do tipo Van Der Waals. Um exemplo deste potencial de par é o potencial de Lennard-Jones (também chamado de potencial 6-12), dado pela equação:
{\displaystyle U(r)=4\epsilon \left[\left({\frac {\sigma }{r}}\right)^{12}-\left({\frac {\sigma }{r}}\right)^{6}\right]}
Outro exemplo é o modelo de Born (iônico) da rede iônica. O primeiro termo na equação abaixo é a lei de Coulomb para um par de íons, o segundo termo é a repulsão de curto alcance atribuído pelo princípio da exclusão de Pauli , e o termo final, é o termo de interação de dispersão. Normalmente, a simulação inclui apenas o termo dipolar, embora às vezes o termo quadrupolar é também incluído. Quando nl=6, esse potencial é também chamado de potencial de Coulomb-Buckingham.
{\displaystyle U_{ij}(r_{ij})={\frac {z_{i}z_{j}}{4\pi \epsilon _{0}}}{\frac {1}{r_{ij}}}+A_{l}\exp \left({\frac {-r_{ij}}{p_{l}}}\right)+C_{l}r_{ij}^{-n_{l}}+\dots }
Em potenciais de muitos corpos, a energia potencial inclui efeitos de três ou mais partículas interagindo entre si. Em simulações com potenciais de pares, interações globais no sistema também existem, mas elas ocorrem apenas por meio de termos de pares. Em potenciais de muitos corpos, a energia potencial não pode ser encontrada por uma soma sobre pares de átomos, pois essas interações são calculadas explicitamente como uma combinação de termos de ordem superiores. Na visão estatística, a dependência entre as variáveis não pode, em geral, ser expressa usando apenas produtos de pares dos graus de liberdade. Por exemplo, o potencial de Tersoff, que originalmente era usado para simular carbono, silício e germânio. Atualmente, este potencial tem sido utilizado para uma gama de outros materiais, envolvendo uma soma sobre os grupos de três átomos, com os ângulos entre os átomos sendo um fator importante no potencial. Outros exemplos são: o método do átomo embutido, o EDIP e os potenciais de aproximação de segundo momento Tight Binding, onde a densidade eletrônica dos estados na região de um átomo é calculada a partir da soma das contribuições dos átomos vizinhos e a contribuição da energia potencial é então função desta soma.

##### Potenciais empíricos
A maioria dos campos de força em química são empíricos e consistem na soma das forças de ligações associadas às ligações químicas, ângulos de ligação, diedro de ligações e forças de Van der Waals e Coulombiana.
Potenciais empíricos representam efeitos da Mecânica Quântica de forma limitada, através de aproximações funcionais ad hoc. Esses potenciais, contém parâmetros livres como a carga atômica, parâmetros de Van Der Waals que refletem a estimativa dos raios atômicos, comprimento da ligação de equilíbrio, ângulos da ligação e de diedro. Estes parâmetros são obtidos ajustando-se a cálculos eletrônicos detalhados (simulações de primeiros princípios) ou propriedades físicas experimentais como constante elástica, parâmetro de rede e medidas de espectroscopia. 
Devido a natureza não local das interações não ligantes elas envolvem interações fracas entre as partículas do sistema. Seu cálculo é normalmente o mais caro computacionalmente nas simulações de DM. Para reduzir o custo computacional campos de força empregam aproximações numéricas como raio de corte deslocado, algoritmos de campo de reação, malha de partículas, método Ewald partícula-malha ou o mais novo partícula - partícula - partícula - malha (P3M).
Campos de força químicos geralmente empregam arranjos de ligações pré definidos (com exceção da dinâmica ab initio), portanto são capazes de modelar o processo de quebra de ligação química e reações explicitamente. Por outro lado, muito dos potenciais usados em física, como aqueles baseados no formalismo da ordem de ligação, podem descrever várias coordenadas diferentes de um sistema e quebra de ligação. Exemplos destes potenciais incluem o potencial de Brenner para hidrocarbonetos e seus futuros desenvolvimentos para sistemas C-Si-H e C-O-H. O potencial reaxFF pode ser considerado um híbrido totalmente reativo entre potenciais de ordem de ligação campos de força químicos.

##### Potenciais Semi-Empíricos
Potenciais Semi-Empíricos usam a matriz de representação da mecânica quântica, ou seja, faz o uso de primeiros princípios. Porém, os valores dos elementos da matriz são encontrados através de fórmulas empíricas que estimam o nível de intersecção dos orbitais atômicos. Essa matriz é então diagonalizada para determinar o grau de ocupação dos diferentes orbitais atômicos, e então novamente utilizamos fórmulas empíricas para determinar a contribuição de cada orbital para a energia. Existem uma grande variedade de potenciais semi-empíricos, chamados potenciais "tight-binding" que variam de acordo com os átomos a serem modelados. Um exemplo de uso de potenciais semi-empíricos é na descrição de ligações metálicas entre átomos.

##### Potenciais Polarizáveis
A maioria dos campos de força clássicos implicitamente incluem o efeito da polarização, e.g. aumento das cargas parciais obtidas a partir de cálculos ab initio. Estas cargas parciais são estacionárias em respeito a massa do átomo. Mas as simulações de dinâmica molecular podem explicitamente modelar a polarização com a introdução de dipolos induzidos através de diferentes métodos como partículas de Drude ou cargas flutuantes. Isso permite uma redistribuição da dinâmica de cargas entre os átomos que respondem ao ambiente químico local. 
Por muitos anos, simulações de DM polarizáveis foram imaginadas como a próxima geração. Para líquidos homogêneos como a água, o aumento da acurácia foi alcançado através da inclusão da polarização. Alguns resultados promissores foram atingidos para proteínas. e para a água. Entretanto, ainda é incerto como melhorar a polarizabilidade em uma simulação de DM.

##### Potenciais em métodos Ab Initio
Na dinâmica molecular clássica, uma superfície de energia potencial (geralmente o estado fundamental) é representada no campo de força, isso é uma consequência da aproximação de Born-Oppenheimer. Em estados excitados, reações químicas ou quando uma representação mais precisa é necessária, o comportamento eletrônico pode ser obtido a partir dos primeiros princípios, usando um método da mecânica quântica, como a teoria do funcional da densidade (DFT). Devido ao custo de tratamento dos graus de liberdade eletrônicos, o custo computacional dessas simulações é muito maior do que a dinâmica molecular clássica. Isso significa que os métodos de primeiros princípios estão limitados a sistemas menores e tempos mais curtos.

##### Parametrização de campos de força a partir de dados ab initio
Métodos de mecânica quântica podem ser usados para calcular a energia potencial de um sistema, através da dinâmica molecular ab initio e também através da energia de interação entre dímeros e superfície-molécula . Os cálculos de primeiros princípios produzem uma grande quantidade de informações que não estão disponíveis em experimentos, como densidade de estados eletrônicos, carga, ângulo, dinâmica, stress, ou outras propriedades eletrônicas. A partir desse conjunto de dados obtidos, através das interações quânticas do sistema, é possível determinar quais são os melhores parâmetros do campo de força clássico que mais se parece com a energia obtida via cálculos quânticos.

##### Métodos Híbridos MQ/MM
Os métodos de MQ (mecânica quântica) são muito poderosos, no entanto, eles são computacionalmente caros, enquanto os métodos MM (mecânica clássica ou molecular) são rápidos, mas sofrem de vários limites (requerem extensa parametrização; as estimativas de energia obtidas não são muito precisas; não podem ser usados para simular reações onde ligações covalentes são quebradas / formadas ; e são limitados em suas habilidades para fornecer detalhes precisos sobre o ambiente químico). Surgiu uma nova classe de método que combina os pontos positivos dos cálculos MQ (precisão) e MM (velocidade). Esses métodos são denominados métodos mistos ou híbridos de mecânica quântica e mecânica molecular.
Em implementações mais sofisticadas, os métodos MQ/MM existem para tratar os núcleos leves suscetíveis a efeitos quânticos (como hidrogênios) e estados eletrônicos. Isso permite gerar funções de onda de hidrogênio (semelhantes às funções de onda eletrônicas). Essa metodologia tem sido útil na investigação de fenômenos como o tunelamento de hidrogênio. Um exemplo de onde os métodos MQ/MM forneceram novas descobertas é o cálculo da transferência de hidreto na enzima álcool desidrogenase do fígado. Nesse caso, o tunelamento quântico é importante para o hidrogênio, pois determina a taxa de reação.

##### Representações por granulação grosa e representações das unidades reduzidas
Na outra extremidade da escala de detalhes estão os modelos de granulação grossa e de rede. Em vez de representar explicitamente cada átomo do sistema, usa-se "pseudo-átomos" para representar grupos de átomos. Simulações de DM em sistemas muito grandes podem exigir recursos de computador tão grandes que não podem ser facilmente estudados por métodos tradicionais de todos os átomos.
Da mesma forma, as simulações de processos em escalas de tempo longas (além de cerca de 1 microssegundo) são proibitivamente caras, porque exige muitas etapas de tempo. Nestes casos, pode-se às vezes resolver o problema usando representações reduzidas, que também são chamadas de modelos de granulação grossa.
Exemplos de métodos de granulação grossa são a dinâmica molecular descontínua e modelos Go. A granulação grossa é feita às vezes levando pseudo-átomos maiores. Essas aproximações de átomos unidos têm sido usadas em simulações DM de membranas biológicas, vírus (COVID-19), comportamento coletivos da água, dióxido de carbono e benzeno, etc .
A parametrização desses modelos de granulação muito grossa pode ser feita a partir de dados experimentais ou cálculos ab initio combinando o comportamento do modelo com dados experimentais apropriados ou simulações de todos os átomos. Muitos modelos de granulação grossa têm sido usados com sucesso para examinar uma ampla gama de questões, como por exemplo, para a água, dióxido de carbono, biologia estrutural em organização de cristal líquido e vidros de polímero.

Simulação de dinâmica molecular de um motor molecular sintético composto por três moléculas em um nanoporo (diâmetro externo de 6,7 nm) a 250 K.

A forma mais simples de granulação grossa é o átomo unido (às vezes chamado de átomo estendido) e foi usado na maioria das primeiras simulações de DM de proteínas, lipídios e ácidos nucleicos. Por exemplo, em vez de tratar todos os quatro átomos de um grupo CH3 metil explicitamente (ou todos os três átomos do grupo CH2 metileno), um representa o grupo inteiro com um pseudo-átomo. Deve, é claro, ser parametrizado corretamente para que suas interações de van der Waals com outros grupos tenham a dependência de distância adequada. 
Exemplos de aplicações de granulação grossa:
- Estudos de dobramento de proteínas e predição de estrutura de proteínas são frequentemente realizados usando um ou alguns pseudo-átomos por aminoácido;

- Investigação das anomalias da Água
- Investigação da formação de clusteres do Benzeno
- As transições de fase de cristal líquido foram examinadas em geometrias confinadas e / ou durante o fluxo usando o potencial de Gay-Berne, que descreve espécies anisotrópicas;
- Vidros de polímero durante a deformação foram estudados usando harmônicas simples ou molas FENE para conectar as esferas descritas pelo potencial de Lennard-Jones;
- O superenrolamento do DNA foi investigado usando 1–3 pseudo-átomos por par de base e em resolução ainda mais baixa;
- O empacotamento de DNA de dupla hélice em bacteriófago foi investigado com modelos em que um pseudo-átomo representa uma volta (cerca de 10 pares de base) da dupla hélice;
- A estrutura do RNA no ribossomo e em outros sistemas grandes foi modelada com um pseudo-átomo por nucleotídeo.
- Simulação de células virtuais para estudar a interação de células e vários substratos

## Efeitos do solvente
Em muitas simulações de sistemas soluto-solvente, o foco principal está no comportamento do soluto, com pouco interesse no comportamento do solvente, particularmente nas moléculas de solvente que residem em regiões distantes da molécula de soluto. Os solventes podem influenciar o comportamento dinâmico dos solutos por meio de colisões aleatórias e pela imposição de um arrasto de atrito no movimento do soluto. O uso de condições de contorno periódicas não retangulares, limites estocásticos e camadas de solvente podem ajudar a reduzir o número de moléculas de solvente necessárias e permitir que uma proporção maior do tempo de computação seja gasto na simulação do soluto. Também é possível incorporar os efeitos de um solvente sem a necessidade de qualquer molécula de solvente explícita presente. Um exemplo dessa abordagem é usar uma força média potencial (PMF) que descreve como a energia livre muda conforme uma determinada coordenada é variada. A mudança de energia livre descrita por PMF contém os efeitos médios do solvente.

## Propriedades que podemos calcular e compreender usando a Dinâmica Molecular
A DM fornece informações sobre o comportamento das propriedades termodinâmicas, estruturais, dinâmicas e de transporte dos sistemas. Essas propriedades dependem do tempo, do campo de força aplicado nos átomos que compõem o sistema estudado. Para se obter as propriedades macroscópicas de interesse a aplicação da mecânica estatística é requerida, a qual tem a função de calcular propriedades observáveis macroscópicas , como por exemplo, pressão, energia interna, volume, temperatura, entropia, energia livre, função de distribuição radial, difusão, etc, a partir de outras microscópicas.

##### Programas para determinar algumas propriedades
Para determinar as propriedades termodinâmicas, estruturais, dinâmicas e de transporte dos sistemas, é necessário o uso de software, como por exemplo, o lammps, gromacs, entre outros (alguns exemplos estão listados abaixo). O pacote LAMMPS (Large-scale Atomic/Molecular Massively Parallel Simulator) é um código que livre simula um conjunto de partículas num sólido, líquido ou gás. O LAMMPS é executado em processadores únicos ou em paralelo usando técnicas de transmissão de mensagens e uma decomposição espacial do domínio de simulação. Os desenvolvedores desse programa fornecem vários exemplos de simulações no github para quem quiser se aventurar.
Links:
- https://lammps.sandia.gov/
- https://github.com/lammps
- https://ambermd.org
- https://www.charmm.org
- http://www.gromacs.org

## Sonificação e Realidade Virtual
Para compreender os resultados obtidos com as simulações de dinâmica molecular, podemos explorar experiências perceptivas e tecnologias emergentes envolvendo visualização científica, através de realidade virtual (VR) e sonificação. A ideia da experiência perceptiva, é vivenciarmos as propriedades termodinâmicas e estruturais de vários sistemas em uma dada escala nano, e criar uma intuição sobre os processos dinâmicos nessa escala, usualmente bastante distinta da que vivemos cotidianamente. O uso da sonificação permitirá a transformação da dinâmica molecular em som, por exemplo, para cada uma das conformações das moléculas será associada uma nota musical de um certo instrumento, com objetivo de facilitar a conexão dos resultados das propriedades microscópicas para a comunidade, veja o exemplo da coesita , onde a técnica de RV e sonificação facilitou a compreensão conformações das moléculas. Vale a pena ressaltar que o projeto Mariias (IFUSP) ensina a desenvolver óculos de realidade virtual com materiais recicláveis e com custos baixos.